# Augusto De Luca

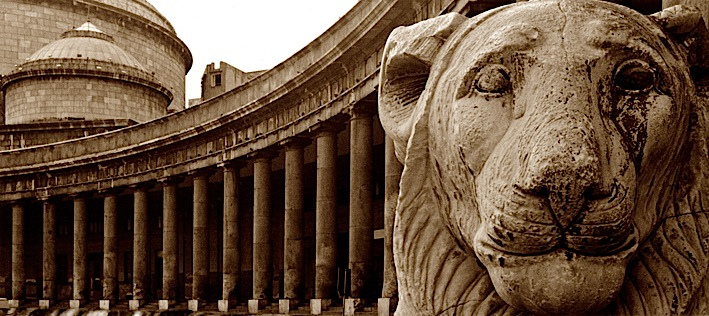
Augusto De Luca: Neapol

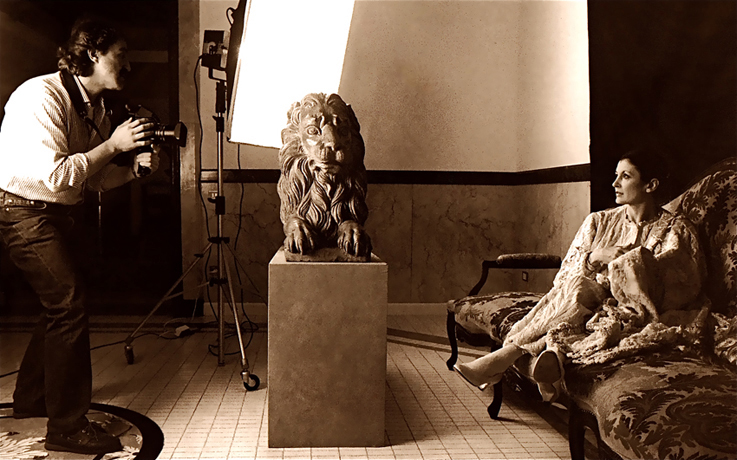
Augusto De Luca fotografuje Carlu Fracciovou

Augusto De Luca (* 1. července 1955 Neapol, Itálie) je italský umělec a fotograf.

## Život a dílo
Vystudoval právo, později v polovině 70. let se stal profesionálním fotografem. Používá velmi zvláštní styl, prošel několika fotografickými žánry, využíval mnoho materiálů, téměř vždy se na svých snímcích snaží dávat důraz na základní prvky a s minimálními výrazovými prostředky. Výsledkem jsou fotografie, ve kterých jsou tvary a znaky kombinovány způsobem, který připomíná metafyzické prostředí. Jeho fotografie byly vystaveny v mnoha galeriích v Itálii i v zahraničí.
Je autorem řady obálek zvukových nosičů, reklamních kampaní a fotografických knih. Učil fotografii v rámci "Montecitorio klubu" italského parlamentu.
V roce 1995 uspořádal výstavu v italské poslanecké sněmovně, které se zúčastnil Carlo Azeglio Ciampi (10. prezident Itálie), Nilde Iotti (šéf poslanecké sněmovny) a Giorgio Napolitano (11. prezident Itálie).
V roce 1996 získal ocenění "Città di Roma" společně s Ennio Morriconem za knihu Roma Nostra.
Italský Telecom jej požádal o grafický návrh na zvláštní vydání telefonní karty obsahující Neapol v nákladu 7 miliónů kopií a čtyři telefonní karty s na motivy Paříž, Praha, Berlín a Brusel v nákladu 12 milionů výtisků.
Jeho fotografie jsou součástí různých veřejných i soukromých sbírek, mezi jinými je vlastní také Francouzská národní knihovna v Paříži, Městský archiv fotografií v Římě, International Polaroid Collection (USA), Musée de la Photographie de Charleroi.

## Publikace
- Napoli Mia (Centro Il Diaframma / Canon Edizioni Editphoto Srl – 1986)
- Napoli Donna (Centro Il Diaframma / Canon Edizioni Editphoto Srl – 1987)
- Trentuno napoletani di fine secolo. Electa, Neapol 1995, ISBN 88-435-5206-6
- Roma Nostra. Gangemi Editore, Roma 1996, ISBN 978-88-7448-705-9
- Napoli grande signora. Gangemi Editore, Roma 1997, ISBN 978-88-7448-775-2
- Il Palazzo di Giustizia di Roma. Gangemi Editore, Roma 1998, ISBN 978-88-492-0231-1
- Firenze frammenti d'anima. Gangemi Editore, Roma 1998, ISBN 978-88-7448-842-1
- Bologna in particolare. Gangemi Editore, Roma 1999, ISBN 978-88-7448-980-0
- Milano senza tempo. Gangemi Editore, Roma 2000, ISBN 978-88-492-0093-5
- Torino in controluce. Gangemi Editore, Roma 2001, ISBN 978-88-492-0211-3
- Tra Milano e Bologna appunti di viaggio. Gangemi Editore, Roma 2002, ISBN 978-88-7448-980-0
- Swatch Collectors Book 1. Editore M. Item – Switzerland 1992, ISBN 88-86079-01-X
- Swatch Collectors Book 2. Editore M. Item – Switzerland 1992, ISBN 88-86079-00-1

## Výstavy
Výběr výstav:
- Museo di villa Pignatelli (Neapol) – Palazzo Taverna (Řím) – Galleria Ken Damy (Brescia) – Italian Chamber of Deputies (Řím) – Studio Trisorio (Neapol) – Galleria Civica (Modena) – Galleria Lotti (Bologna) – Galleria San Fedele (Milán) – Archiginnasio (Bologna) – Palazzo Dugnani (Milán) – Villa Strozzi (Florencie) – Palazzo Braschi, Museo di Roma (Řím) – Galleria Nuova Fotografia (Treviso) – Istituto Italiano di Cultura (Lille, Francie) – Palazzo Lanfranchi (Pisa) – Expo Arte 1985 (Bari) – Palazzo Sforzesco (Milán) – Galleria Dry Photo (Prato) – Italian Culture Institute (New York) – China National Gallery of Aesthetic Arts (Peking) – Museo Italo Americano di San Francisco (USA) – Galleria Diaframma (Milán)[6] – Galleria Hasselblad (Göteborg, Švédsko) – ANFA (Barcelona, Španělsko) – Galleria Fotografia Oltre (Chiasso, Švýcarsko) – FNAC (Lyon, Francie) – Gallerie Vrais Rêves (Lyon, Francie) – Italian Cultural Society (Sacramento, Kalifornie) – Galleria Camara Oscura (Logroño, Španělsko) – Forum Exposition (Bonlieu Annecy, Francie) – Musée Ancien (Grignan, Francie) – École des Beaux Arts (Tourcoing, Francie) – ARTEDER 1982 (Bilbao, Španělsko) – Journées Internationales de la Photographie (Montpellier, Francie) – Galérie Divergence (Ayeneux Soumagne, Francie) – Rencontres Internationales de la Photographie 1984 (Arles, Francie) – Dept. of Art of the University of Tennessee (Chattanooga, USA) – Maison des Arts (Laon, Francie) – Biennale Internazionale di Fotografia 1985 (Bělehrad, Srbsko) – Festival d'Animation Audiovisuelle 1986 (Saint-Marcellin, Isère, Francie) – Musée d’Art Moderne (Lutych, Belgie)

## Galerie

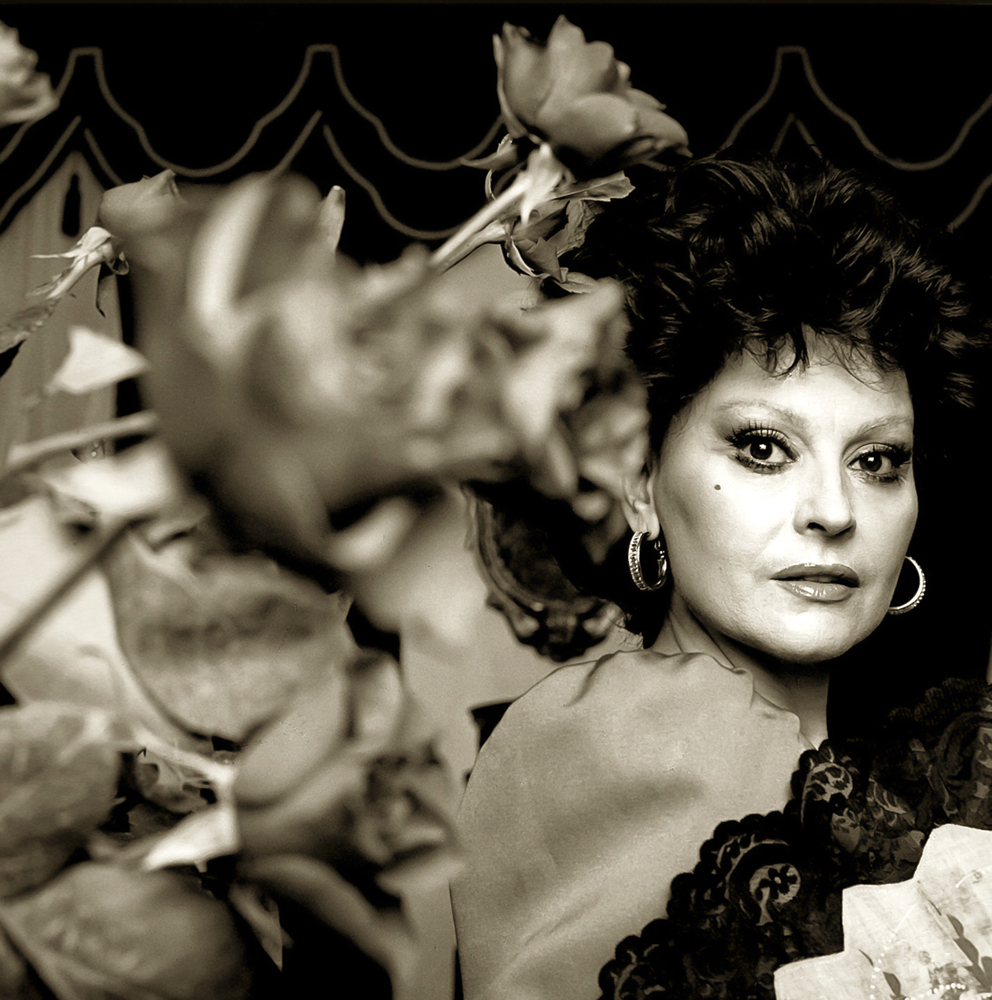
Angela Luce
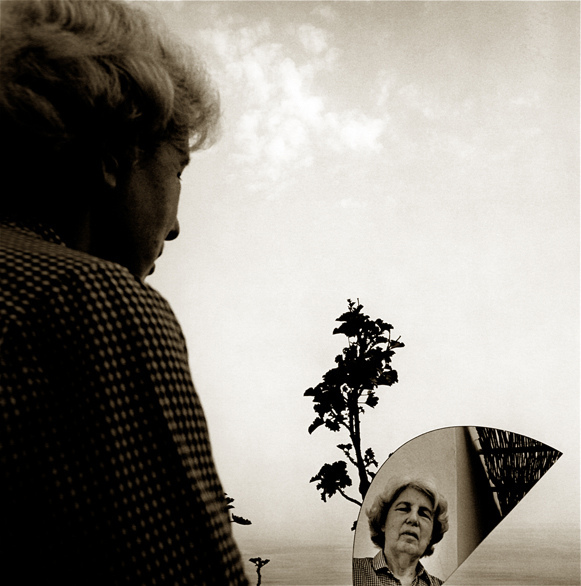
Elena Croce
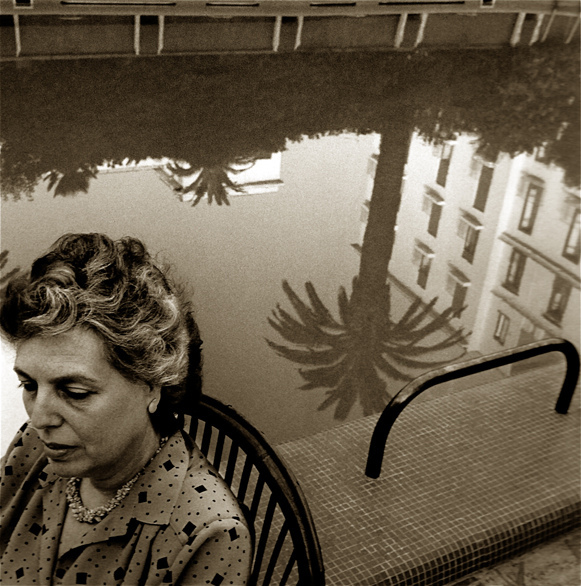
Maria Tipo
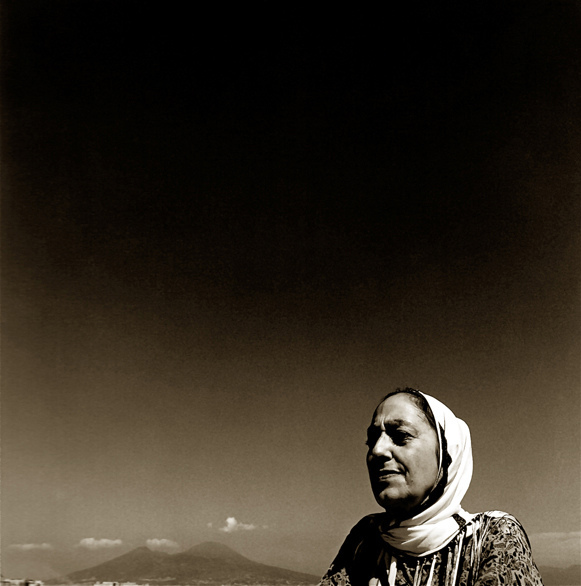
Concetta Barra
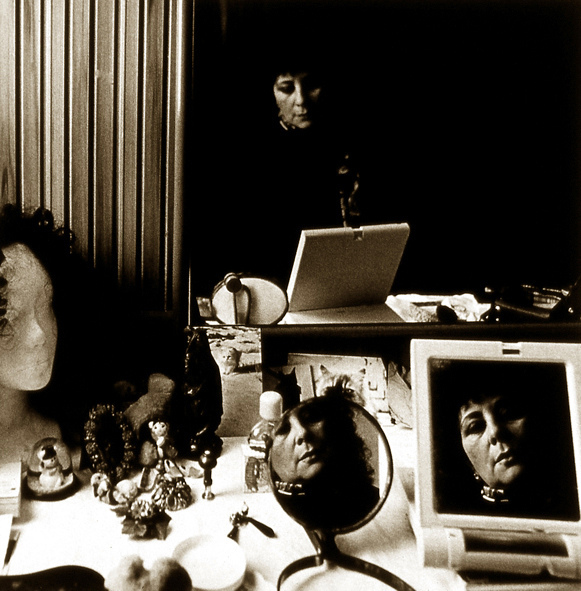
Isa Danieli
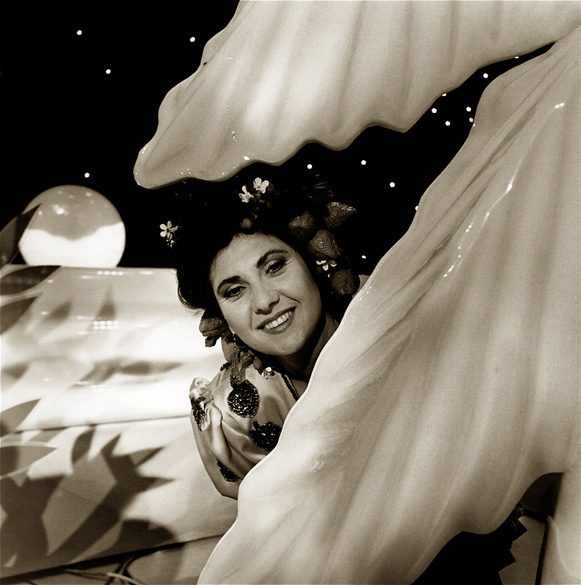
Marisa Laurito
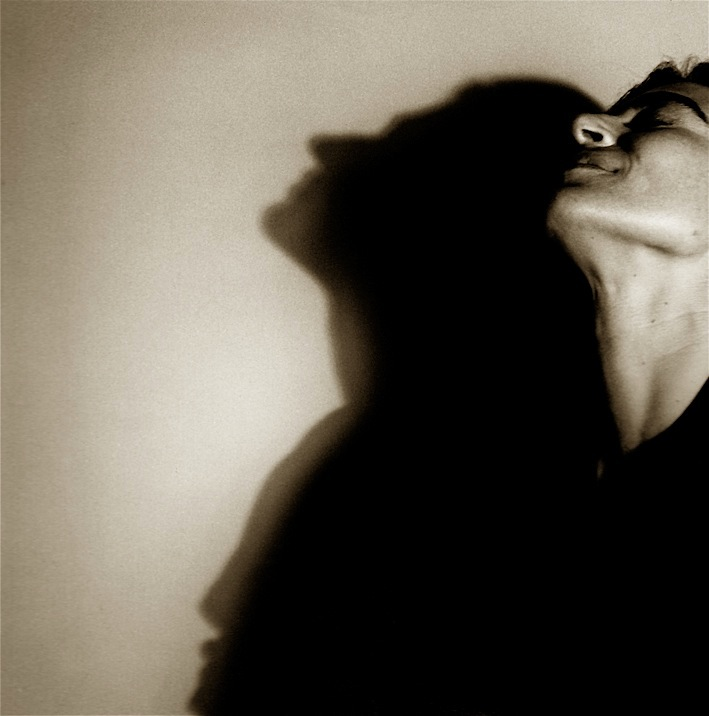
Lina Sastri
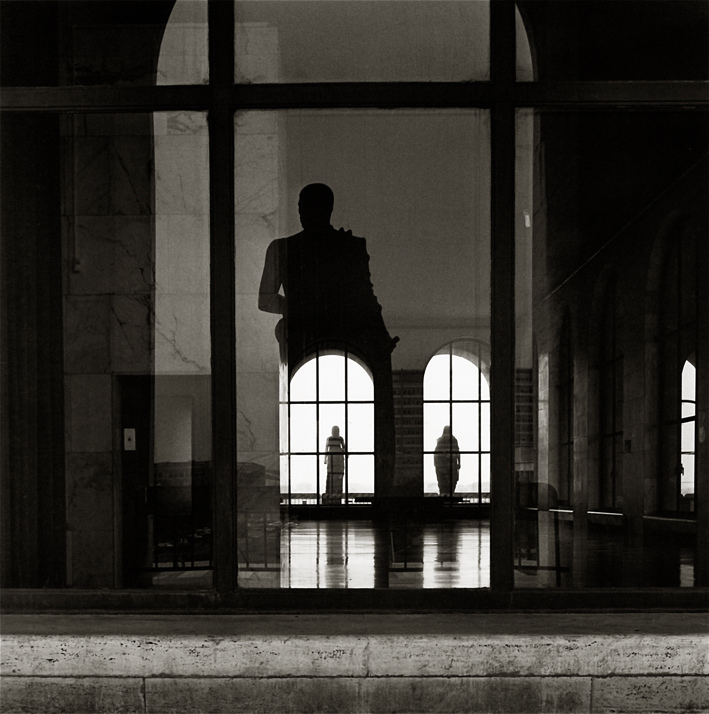
Řím
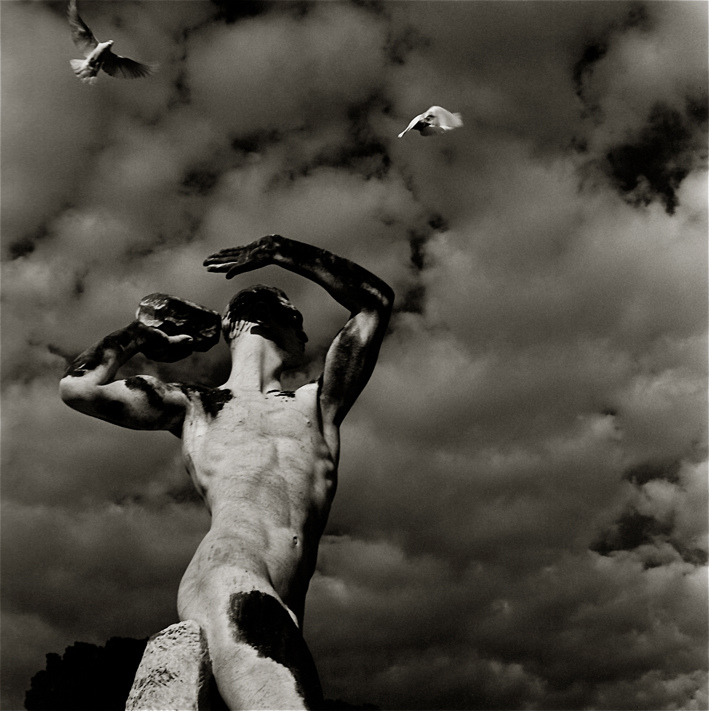
Řím
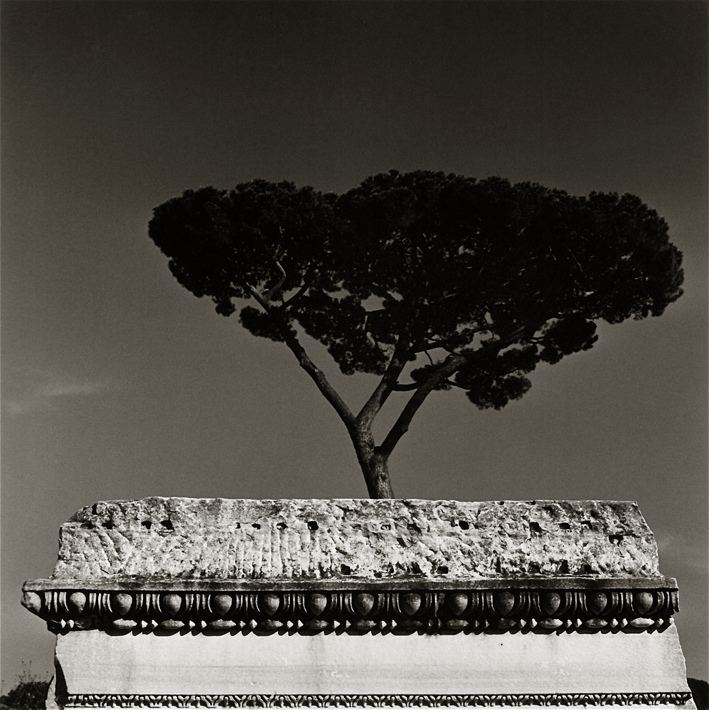
Řím
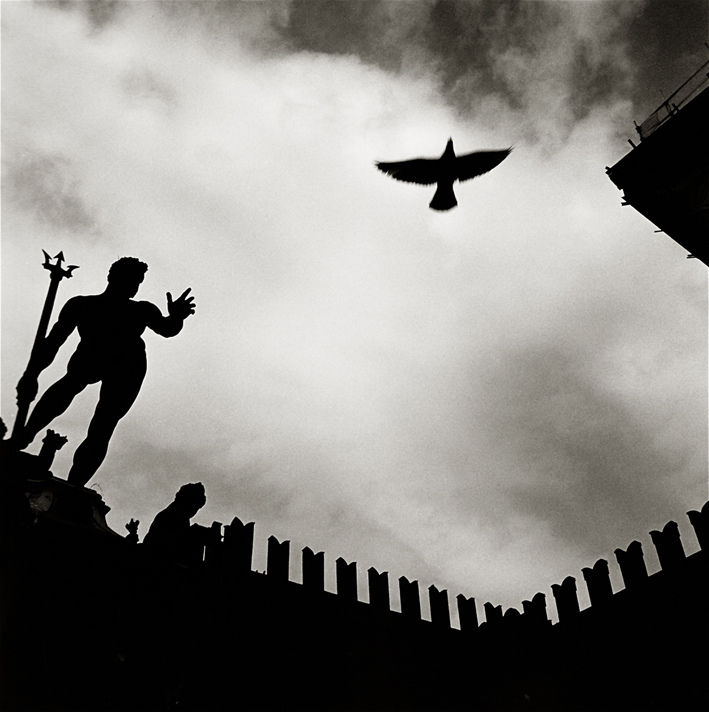
Bologna
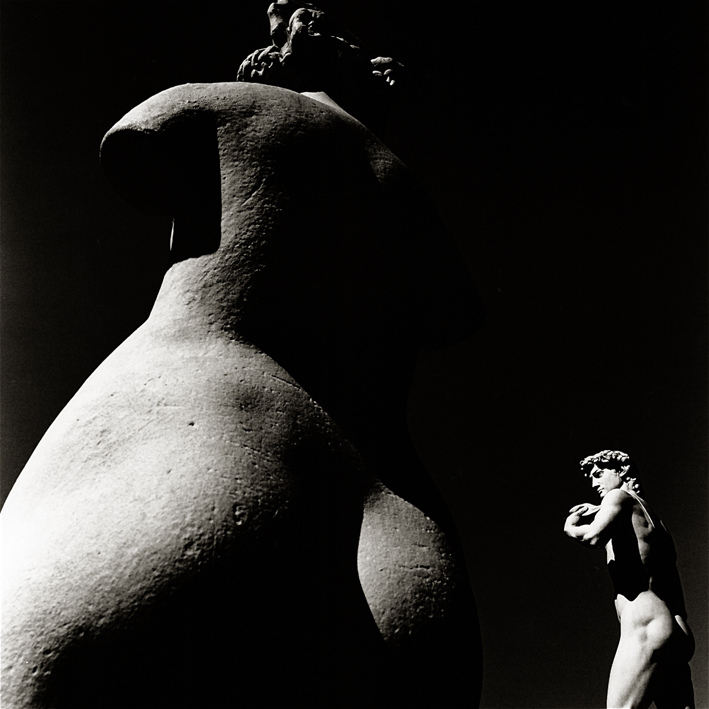
Florencie
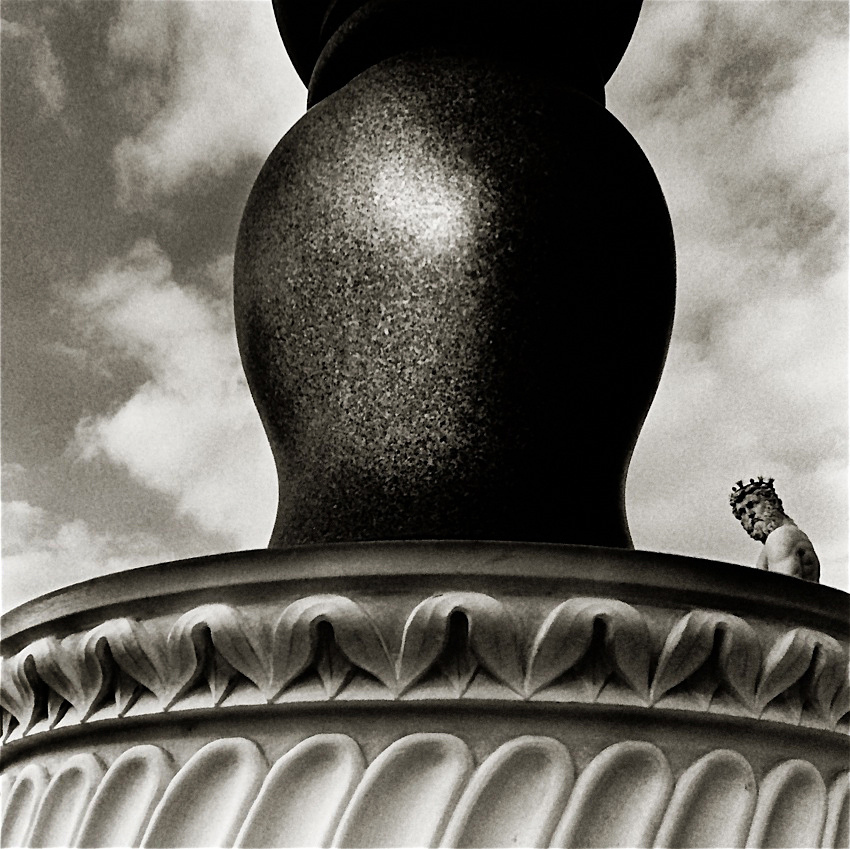
Florencie
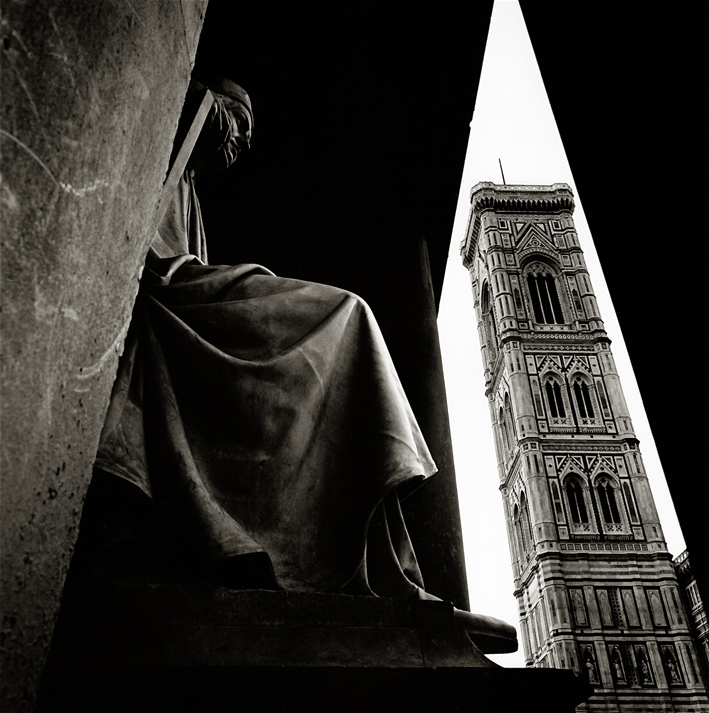
Florencie
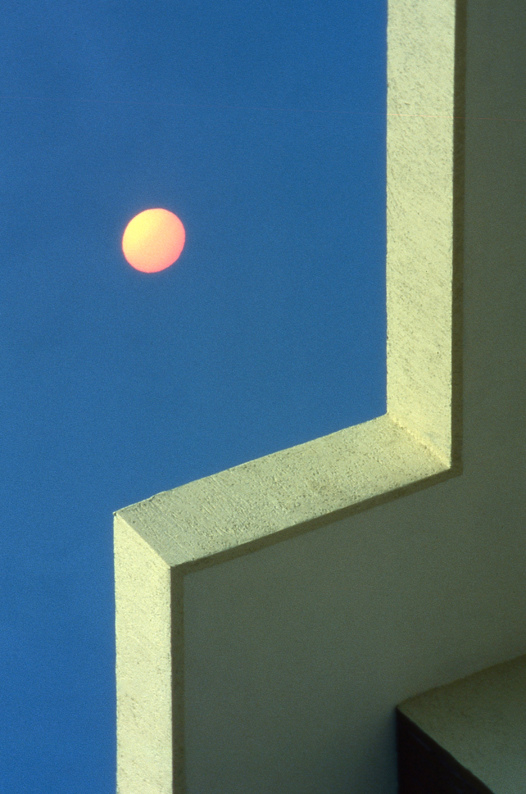
abstraktní fotografie 1 (1980)
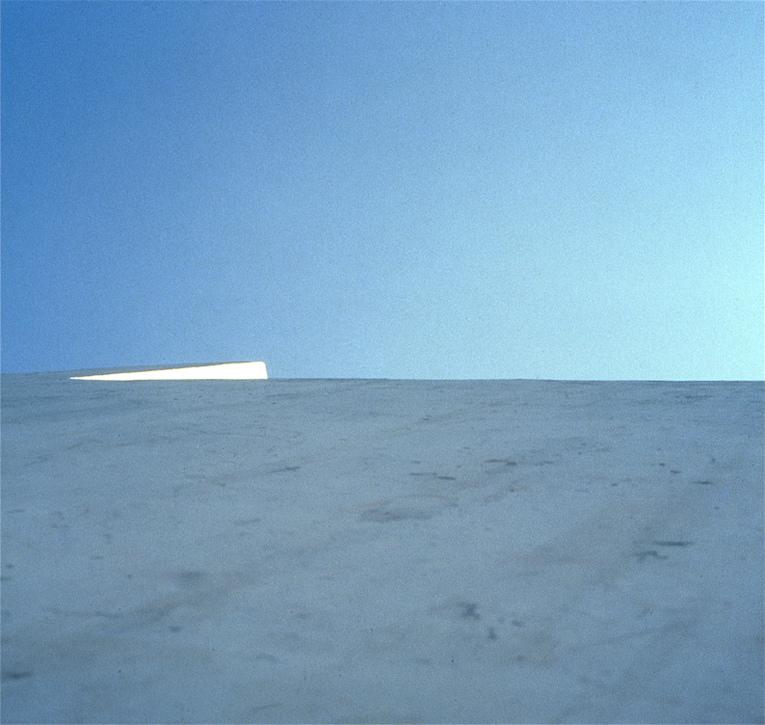
abstraktní fotografie 5 (1980)
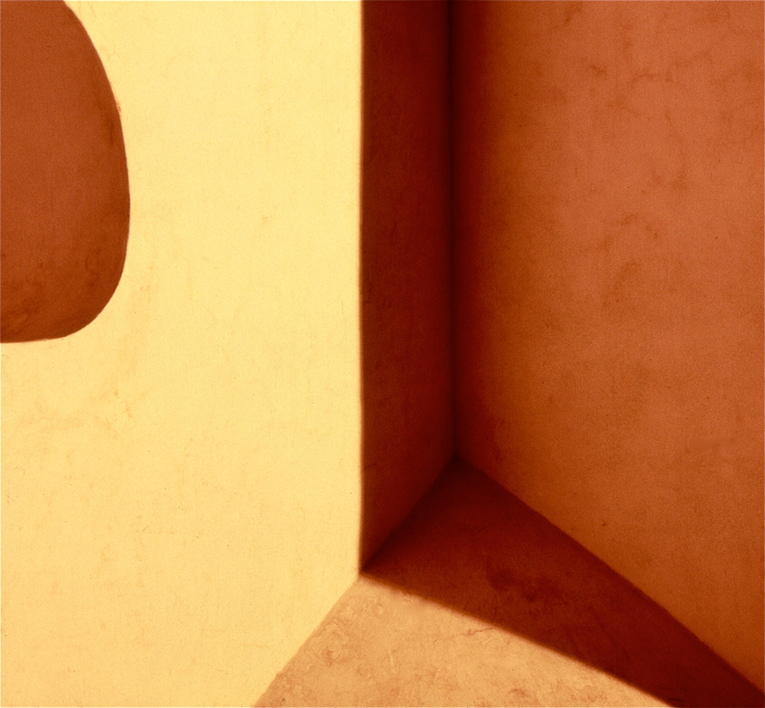
abstraktní fotografie 3 (1980)
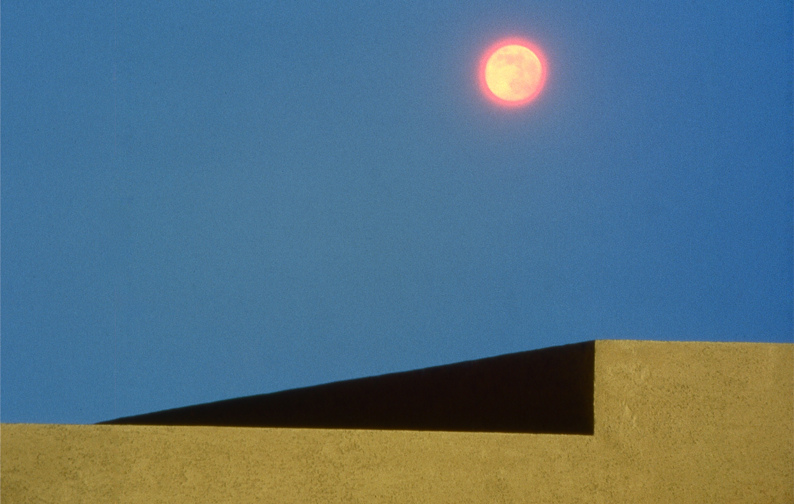
abstraktní fotografie 6 (1980)
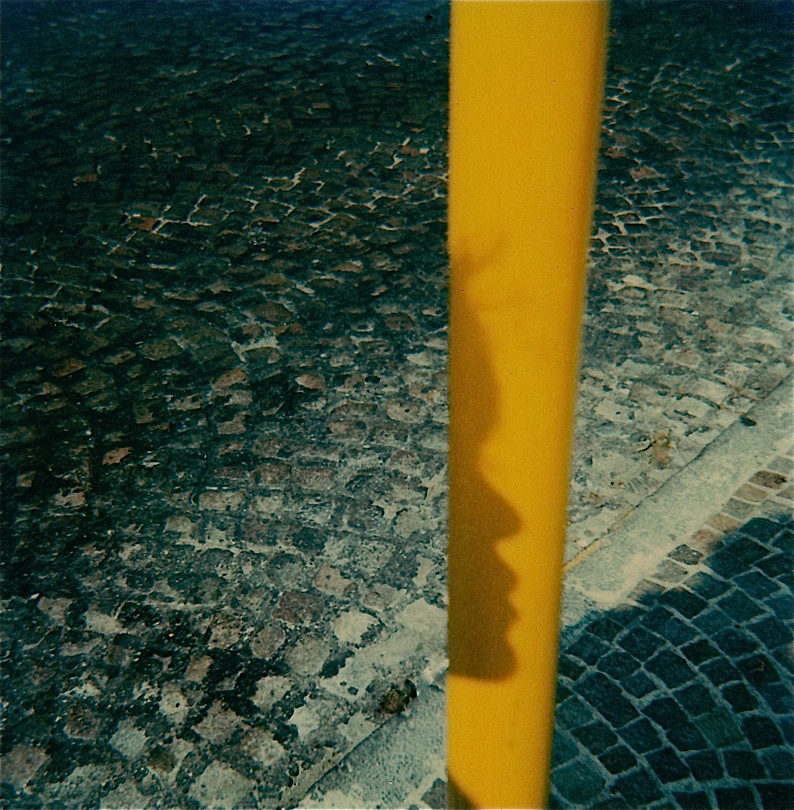
Polaroid sx 70
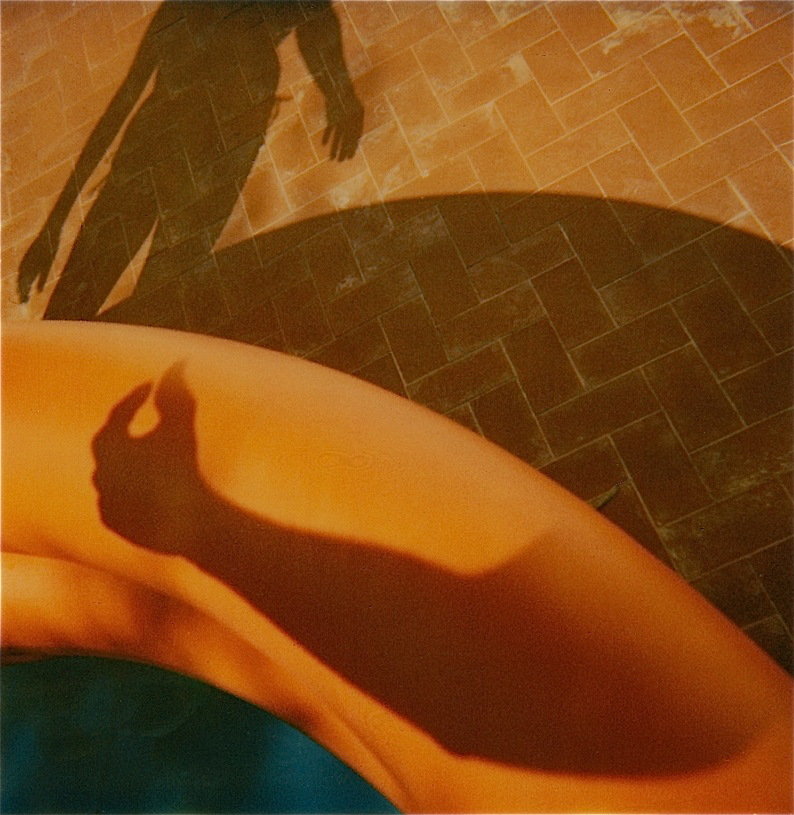
Polaroid sx 70
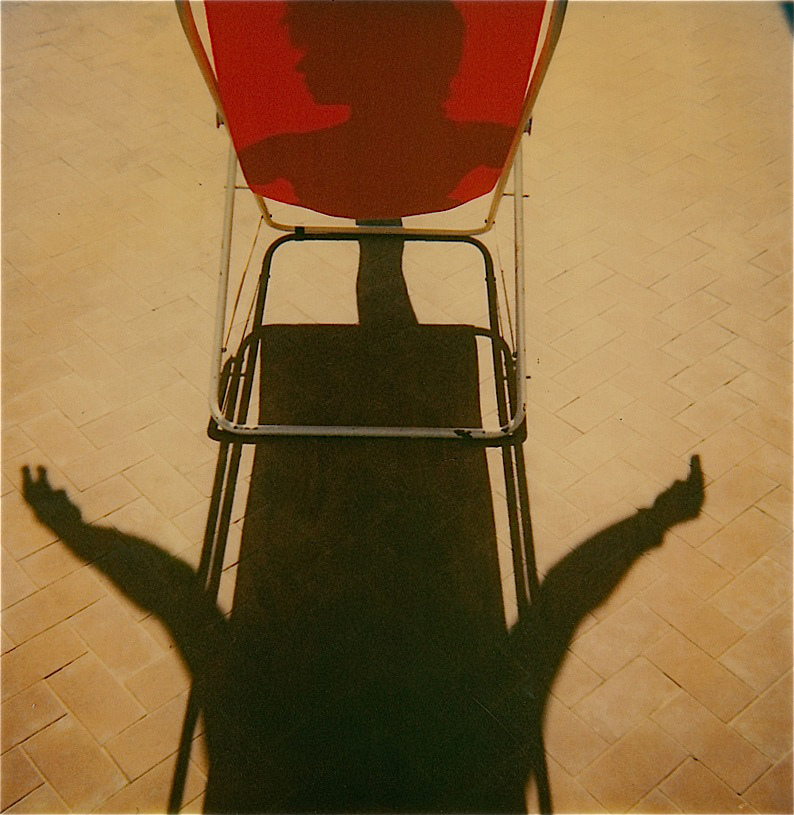
Polaroid sx 70